# Zaporedje
Zaporédje je v matematiki vsaka množica objektov, po navadi števil, ki je razporejena tako, da je en njen element {\displaystyle a_{0}} prvi, en element {\displaystyle a_{1}} drugi, en element {\displaystyle a_{3}} itd. in lahko za vsak element množice določimo, na katerem mestu zaporedja stoji. Zaporedja kakor množice vsebujejo elemente in posamezne elemente v zaporedju imenujemo člene zaporedja. Členi zaporedja so lahko tudi enaka števila, negativna števila, ulomki. Z razliko od običajnih množic je vrstni red členov (elementov) zaporedij pomemben in členi se lahko ponovijo večkrat na različnih mestih. Zaporedje črk {c, r, y} je različno od zaporedja {y, c, r}. Zaporedje je diskretna funkcija.
Obstaja tudi naslednja določitev: zaporedje je v poljubni množici {\displaystyle X} funkcija {\displaystyle f:\mathbb {N} \to X}.
Mesto člena zaporedja po navadi zapišemo v indeksnem zapisu {\displaystyle a_{0},a_{1},a_{2},\dots } z indeksom ob boku člena, namesto funkcijskega zapisa {\displaystyle f(0),f(1),f(2),\dots }
Tudi končna zaporedja so možna. Takšna zaporedja imajo zadnji člen. Pravimo jim tudi končni seznami. Tukaj v matematičnem delu obravnavamo neskončna zaporedja, saj je to v skladu z obema definicijama. Vsako neskončno zaporedje nima zadnjega člena. Velikokrat podamo zaporedje s splošnim členom {\displaystyle a_{n}}, drugače pa s pravilom, po katerem tvorimo poljubne člene. Zaporedje si geometrijsko predstavimo s točkami na realni številski premici.
Če je množica {\displaystyle X} množica celih števil, je dano zaporedje celoštevilsko zaporedje.

## Zgledi zaporedij
Primeri tako urejenih množic števil:
- zaporedje naravnih števil:
  - {0, 1, 2, 3, 4, 5, ..., an, ...} (an = n, n ≥ 0)
- zaporedje obratnih vrednosti naravnih števil brez števila 0:
  - {1, 1/2, 1/3, 1/4, 1/5, 1/6, ..., an } (an = 1/n, n > 0)
- zaporedje sodih števil:
  - {0, 2, 4, 6, 8, 10, 12, ..., an, ...} (an = 2n, n ≥ 0)
- zaporedje lihih števil:
  - {1, 3, 5, 7, 9, 11, ..., an, ...} (an = 2n + 1, n ≥ 0)
- zaporedje kvadratov naravnih števil:
  - {0, 1, 4, 9, 16, 25, 36, ..., an, ...} (an = n2, n ≥ 0)
- {11, 0, 1/11, 8/121, 81/1331, 1024/14641, an, ...} (an = (n-1)n/11n-1, n ≥ 0)
- izmenično (alternirajoče) zaporedje:
  - {-1, 1, -1, 1, -1, 1, -1, ..., an, ...} (an = -1n, n ≥ 0)
  - {0, -1, 2, -3, 4, -5, 6, ..., an, ...} (an = -1nn, n ≥ 0)
- {1, 3/4, 2/3, 5/8, 3/5, 7/12, 4/7, ..., an, ...} (an = (1 + 2 + 3 + ... + n)/n2, n > 0)
- aritmetično zaporedje:
  - {3, 8, 13, 18, 23, 28, 33, ..., an, ...} (an = 5(n+1)-2, n ≥ 0; d = 5)
- geometrično zaporedje:
  - {6, 2, 2/3, 2/9, 2/27, 2/81, 2/243, ..., an, ...} (an = 2(1/3)n-1, n ≥ 0; k = 3)
- alikvotno zaporedje z najmanjšim znanim ključnim številom:
  - {276, 396, 696, 1104, 1872, 3770, 3790, 3050, 2716, 2772, 5964, 10164, ...} (ni znano ali je neskončno)
- Fibonaccijevo zaporedje:
  - {0, 1, 1, 2, 3, 5, 8, 13, 21, 34, 55, 89, 144, 233, 377, 610, 987, ..., an, ...} (a0 = 0, a1 = 1, an+2 = an + an+1, n ≥ 0)

Obstaja več tudi različnih predstav o zaporedjih. Eno od takšnih je na primer eksaktno zaporedje.

## Vrste in značilnosti zaporedij
Podzaporedje danega zaporedja je zaporedje, ki ga tvorimo iz danega zaporedja z brisanjem nekaterih členov brez da bi spremenili relativni vrstni red preostalih členov.
Če so členi zaporedja podmnožica urejene množice, je v monotono naraščajočem zaporedju vsak člen večji ali enak od predhodnega člena. Če je vsak člen strogo večji od predhodnega, je zaporedje strogo monotono naraščajoče. Monotono padajoča zaporedja so definirana sorodno. Vsako zaporedje, ki ima značilnost monotonosti, se imenuje monotono. To je poseben primer bolj splošne predstave o monotonih funkcijah.